# Iratxe García Pérez
Iratxe García Pérez (ur. 7 października 1974 w Barakaldo) – hiszpańska polityk, posłanka do Kongresu Deputowanych, deputowana do Parlamentu Europejskiego VI, VII, VIII, IX i X kadencji, przewodnicząca frakcji Postępowego Sojuszu Socjalistów i Demokratów w Parlamencie Europejskim IX kadencji.

## Życiorys
W 1995 uzyskała licencjat z dziedziny pracy społecznej na Universidad de Valladolid. Pracowała w aparacie partyjnym jako sekretarz generalny Socjalistycznej Organizacji Młodzieżowej Kastylii i Leónu (1999–2002), była również zastępcą sekretarza generalnego PSOE w Valladolid (2000–2004). W 1995 została wybrana na radną Laguna de Duero (do 2000). W tym samym czasie sprawowała mandat radnej sejmiku prowincji Valladolid. Od 2000 do 2004 była deputowaną do niższej izby Kortezów Generalnych. W 2004 uzyskała miejsce w Parlamencie Europejskim VI kadencji. Zasiadła w Komisji Rozwoju Regionalnego oraz w trzech delegacjach: do wspólnej komisji parlamentarnej UE-Macedonia, ds. stosunków z państwami Maghrebu (w tym z Libią) i do Eurośródziemnomorskiego Zgromadzenia Parlamentarnego (EMPA). W 2009, 2014, 2019 i 2024 ponownie wybierana w skład PE.
W 2019 wybrana na przewodniczącą frakcji socjalistycznej w Europarlamencie IX kadencji. W 2024 powierzono jej tę funkcję również na X kadencję PE.